# ニョール (ダカール)
ニョールは、セネガル・ダカール市のコミューン地区。 アフリカ大陸の最西端のヴェルデ岬が位置する。ニョールは、ヨフ、ハン、ウアカムとともに、ヴェルデ岬半島の4つある元々のレボウ村の1つである。小さなニョールの島が含まれている。
ニョールが記録された歴史は、ワロ、カジョール、ジョロフ（ジョロフまたはウォロフとも呼ばれる）、およびバオルを含む、セネガルの内部からの移民がヴェルデ岬半島にやってきた1550年にまでさかのぼる。

## スポーツクラブ
最も知られるサッカークラブは、かつてセネガルの第1部でプレーしたオリンピック・ニョール（Olympique de Ngor）である。後にリーグ1（プレミアリーグ）でプレーし、2016年に現在プレーしているリーグ2に降格した。1970年代頃まで第1師団でプレーしたアルマディーズという名前の別のクラブは、ニョールに拠点を置いていた。

## 著名人
- コロナキ（英語版） 、ミュージシャン

## 関連文献
- C. T. Mbengue, "An introduction to the traditional villages of Yoff, Ngor and Ouakam ", R. Register and B. Peeks (under the direction of), Village wisdom, future cities, 1996, Third Ecoville-Ecovillage (Écoville-Écovillage) International Conference at Yoff, Sénégal, Ecocity Builders, Oakland, California, p. 82–85.
- Jean-Louis Acquier, Ngor, village de la grande banlieue de Dakar : traditions et mutations, University of Bordeaux, 1971, p. 250 p.
- Fatou Seye Mbow, Évolution des villages lébou du Cap-Vert : le cas de Ngor [Evolution of Lebou Village of the Cap-Vert Peninsula]', Dakar, University of Dapar, 1983, p. 168